# チカコホンマ
チカコホンマ（1994年5月4日 -）は、吉本興業所属のお笑い芸人。千葉県出身。よしもと新潟県住みます芸人。

## 概要
2013年、大阪NSCへ36期生として入学（東京NSC19期と同期）。在学中にゆめっち（現在は女性トリオ「3時のヒロイン」として活動）と女性コンビ「ゆめみがち」を結成。卒業後は東京を拠点に活動し、2016年1月28日出演のライブ「俺たちの新ネタコレクション」をもって解散。
コンビ解散後は、吉本興業の「農業で住みます芸人in長岡」として川田広樹（ガレッジセール）と共に2016年4月から翌年3月まで農業に従事。川田は長岡に通いながら年10回程度農業に従事したのに対し、チカコホンマは長岡市和島地域に移住して農業に従事した。
2019年1月20日からは「よしもと新潟県住みます芸人」として、新潟県を拠点に活動している。
2020年11月より全国の住みます芸人が出演するネット番組「Cheeky's Channel」にて、明るいキャラクターと食べっぷりの良さが注目され「Cheeky's Channelアワード」初代月間大賞に選ばれる。

## 人物
- 千葉県出身。身長168cm。体重102kg[9]。血液型O型。
- 趣味はカラオケ、スポーツ、お絵描き、古着屋巡り、2chまとめサイト鑑賞、地下アイドルのTwitterを見る、ゲームのプレイ実況を見る、女性向けAVを見る、片思い、ネットサーフィン、声優、K-POP。
- 特技はスポーツ全般（特に：柔道、ハンドボール、バスケットボール）イラスト、カラオケの合いの手、なんちゃって韓国語、タップダンス・高速ベロ出し、高速まばたき、オムライス、竹馬、悪口。
- 「チカポン」名義でYouTuberとしても活動し、主に体型をネタにした自虐トークをメインにしている。登録者数13万人を超えた頃から早くも切り抜きチャンネルが出来るほどの人気。

## 出演
- 『強靭ボディSEXYボディ』 シーズン3（BSジャパン) 主演・大根桜子役
- 『表参道高校合唱部!』（TBS）野村綾乃役
- 『まるどりっ!サプリ』（新潟テレビ21）レギュラー[10]
- 『潟ちゅーぶ』（NST新潟総合テレビ）レギュラー